# Wilfried Bony
Wilfried Guemiand Bony (10 de desembre de 1988) és un jugador ivorià que juga com a davanter amb l'Stoke City FC de la Premier League, cedit pel Manchester City FC.